# 섬진강 기차마을

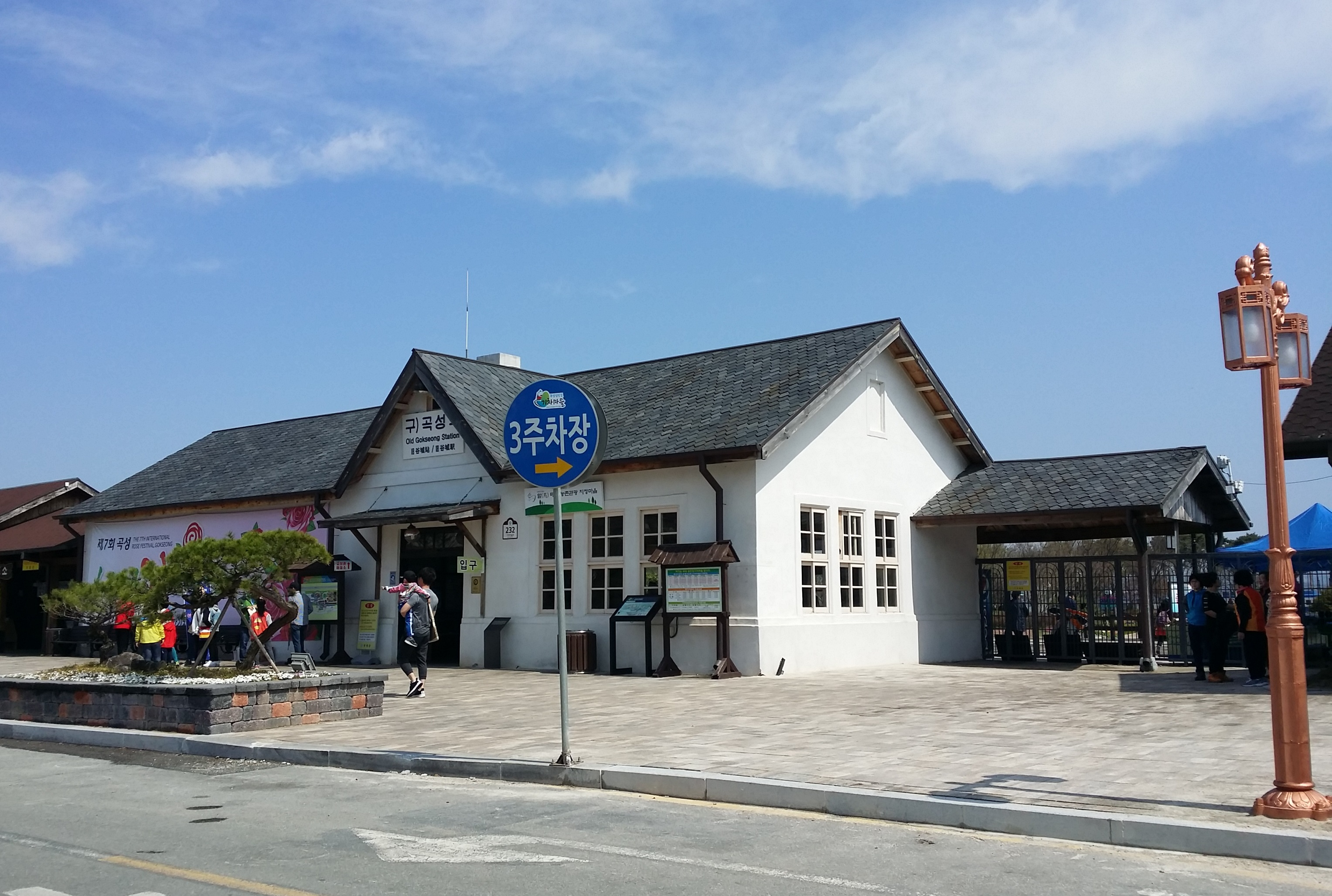
곡성역 (섬진강 기차마을)

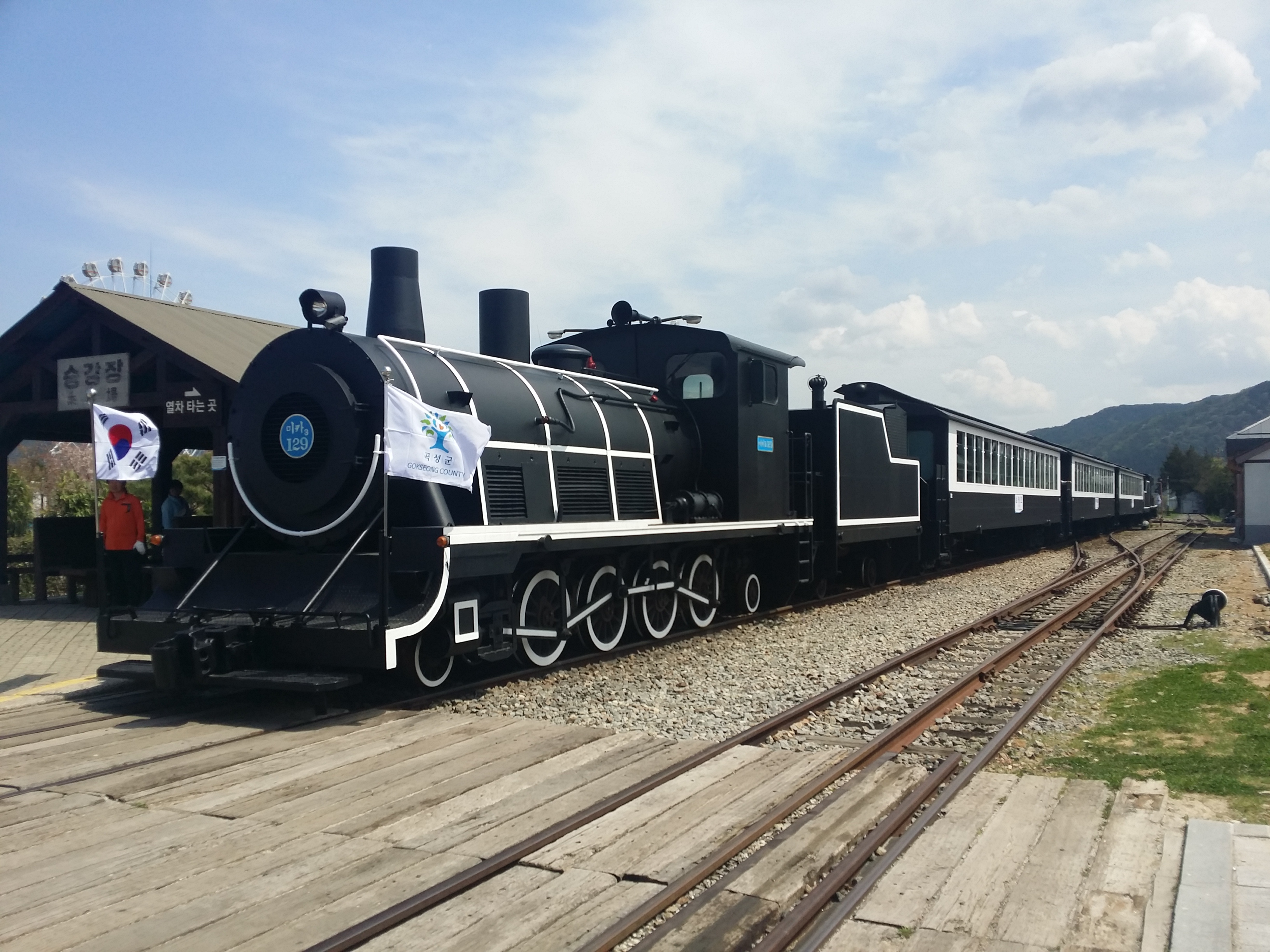
곡성역에 정차 중인 증기 기관차형 관광 열차

섬진강 기차마을(蟾津江汽車-)은 전라남도 곡성군 오곡면 일대에 있는 철도 테마 유원지이다.

## 역사
1999년 전라선의 곡성역 - 압록역 구간이 복선화로 이설되면서, 기존의 선로는 더 이상 쓰이지 않게 되었다. 이후 곡성군에서 폐철도를 관광용으로 부활하려는 계획을 수립하고, 2004년 4월 영업을 시작하였다. 추후 가정역에서 압록역까지의 3.2 km 연장 계획이 잡혀 있다.
- 2004년 4월: 곡성 - 가정 구간에 미니열차 운행 개시
- 2004년 10월 31일: 미니열차 운행 종료
- 2004년 11월 19일: 철로자전거(레일바이크) 설치
- 2005년 3월: 곡성 - 가정간 증기 기관차 정식 운행 개시

## 시설
- 증기기관차 관광철도: 곡성~침곡~가정 10 km
- 레일바이크
  - 기차마을 레일바이크: 섬진강 기차마을 공원 내 순환 0.5 km
  - 섬진강 레일바이크: 침곡→가정 5.1 km
- 미니열차: 섬진강 기차마을 공원 내 순환.
- 장미공원
  - 장미공원 생태관
- 음악분수
- 요술랜드
- 4D 영상관
- 동물농장
- 드림랜드: 9개의 놀이기구를 갖춘 놀이동산.
- 보존차량
  - 2122호 디젤 기관차: 곡성역 소재.
  - 4217호 디젤 기관차: 가정역 소재.
  - 통일호 객차
  - 비둘기호 객차
  - 새마을형 디젤 액압 동차

## 운행 노선
증기 기관차를 본떠 만든 디젤 기관차를 구 전라선 선로를 활용한 아래 10 km의 관광 노선에서 운행하고 있다.

### 노선 정보
- 영업 거리 : 10 km
- 궤간 : 1435 mm(표준궤)
- 역 수 : 3

### 역 목록
| 역명 | 영어 역명 | 한자 역명 | 역간거리 (km) | 영업거리 (km) | 접속 노선 | 소재지   | 소재지 | 소재지 |
| ---- | --------- | --------- | ------------- | ------------- | --------- | -------- | ------ | ------ |
| 곡성 | Gokseong  | 谷城      | 0.0           | 0.0           | 전라선    | 전라남도 | 곡성군 | 오곡면 |
| 침곡 | Chimgok   | 寢谷      | 4.9           | 4.9           |           | 전라남도 | 곡성군 | 오곡면 |
| 가정 | Gajeong   | 柯亭      | 5.1           | 10.0          |           | 전라남도 | 곡성군 | 오곡면 |